# Hurritisch
Het Hurritisch (vroeger ook wel Churritisch of (C)hurrisch geschreven, afgeleid van de eigenbenaming Ḫurwoḫḫe/Ḫurroḫḫe) is een dode taal, die tot omstreeks 1200 v.Chr. in een gebied werd gesproken, dat zich van Oost-Turkije tot in Noord-Irak uitstrekte en in het huidige gebied van vestiging van de Koerden ontstond. Het was de officiële taal van het Mittani-rijk, maar werd ook in enkele regio's van het Hettietenrijk gebruikt. De belangrijkste centra waren de hoofdstad Washshukanni en de steden Taidu, Nuzi, Qatna en Alalach alsook Hattuša, de hoofdstad van het Hettietenrijk. Tijdens de Boğazköy-opgravingscampagne in 1983 werd een Hurritisch-Hettitisch tweetalig document ontdekt, waarvan de analyse onder andere in de werken van Erich Neu wordt gebruikt.

## Verwantschap met andere talen
De enige taal, waarmee het Hurritisch aantoonbaar is verwant, is het Urartees. Dit is een taal die aan het begin en het midden van het eerste millennium v.Chr. in een gebied tussen het Sevanmeer, het Vanmeer en het Urmiameer gesproken werd en naar Urartu werd genoemd. Verder zijn er wel vergelijkingen met het Eteocypriotisch, het Cypro-Minoïsch alsook met het Kassitisch gemaakt. Een verwantschap met de Noordoost-Kaukasische talen is mogelijk, maar dit kon tot nu toe niet worden bewezen. De reden daarvoor is voornamelijk de grote verscheidenheid binnen deze familie. Dit bemoeilijkt de reconstructie van de vooroudertaal. Bovendien is het moeilijk om een taalfamilie die al 2500 jaar uitgestorven is, te vergelijken met een waarvan alleen recente documenten bestaan.

## Geschiedenis van de taal

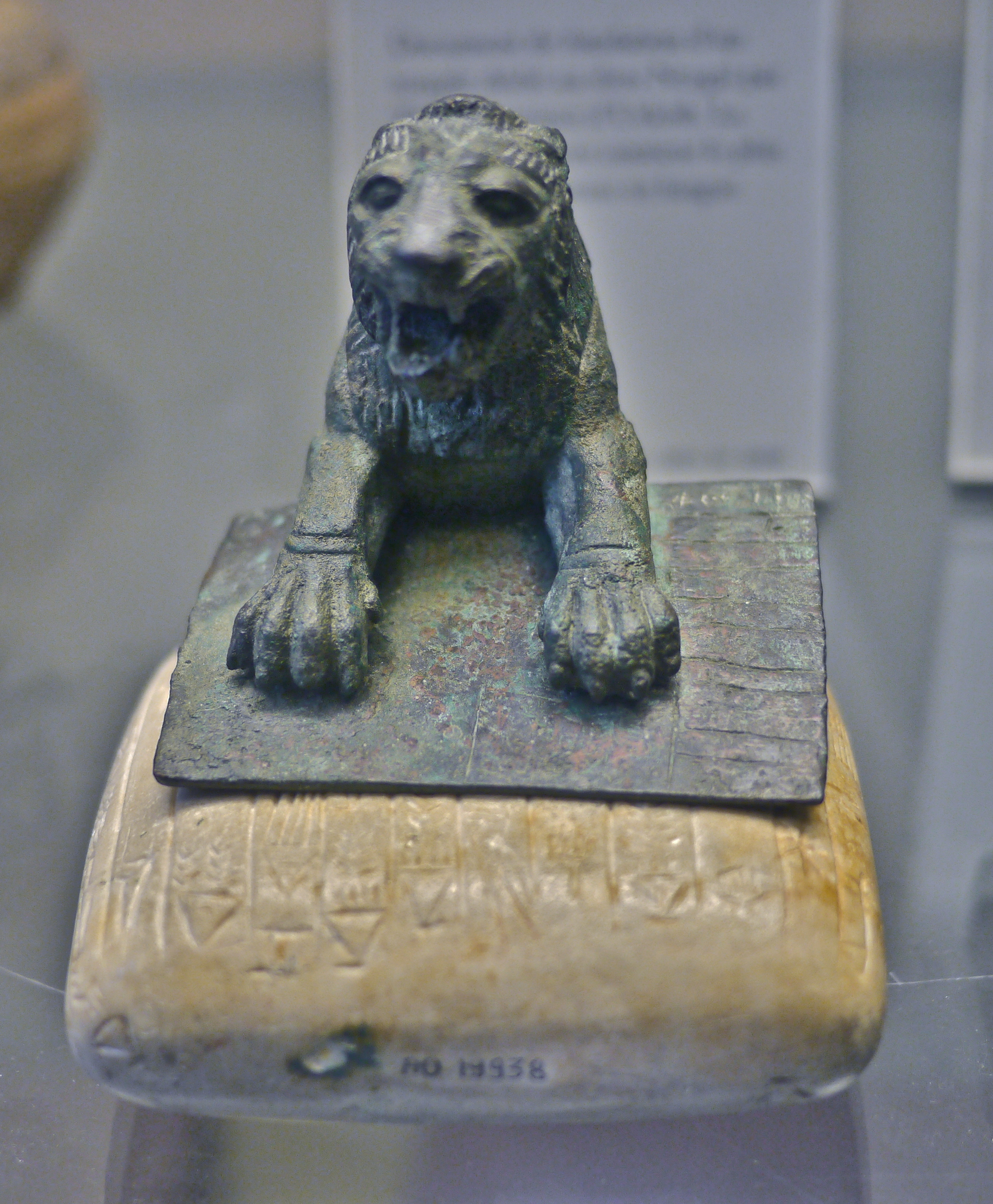
Urkesh-leeuw en bijbehorende stenen tablet met de oudste bekende tekst in het Hurritisch (21e eeuw v.Chr.), Louvre

De oudste attestaties van het Hurritisch zijn persoons- en plaatsnamen van het einde van het 3e millennium v.Chr. De eerste teksten stammen uit de tijd van koning Tishatal van Urkesh. (Begin 2e millennium v.Chr.) Er zijn talrijke heldendichten, bezweringen, waarzeggingen en brieven in Hattuša, Mari, Tuttul, Babylon, Ugarit en andere vindplaatsen gevonden. De tekst die het meest tot de kennis van de taal heeft bijgedragen, is echter een lange brief, de zogenaamde Mitanni-brief, die in het Egyptische Amarna is aangetroffen. Het is een brief van de Hurritische koning Tushratta aan de toenmalige farao Amenhotep III.
Vanaf de 14e eeuw v.Chr. drongen de Hettieten vanuit het noorden en westen en wat later de Assyriërs vanuit het zuiden en oosten steeds verder door in het Hurritische taalgebied. Uiteindelijk werd Mitanni tussen hen beiden opgedeeld. Niet lang daarna, in de 12 eeuw volgde de brandcatastrofe en een periode van grote verwarring. Samen met andere schrijftalen zoals het Hettitischen het Ugaritisch verdween het Hurritisch. Het kan daarna nog alleen in plaats- en persoonsnamen in Akkadische of Urartische teksten teruggevonden worden. Hoe lang het daarna nog als spreektaal bestaan heeft, is niet bekend.

## Dialecten
De taal van de Mitanni-brief verschilt duidelijk van de taal die in teksten uit Hattuša bekend is. Terwijl in het Mitanni-Hurritisch i en e en ook u en o van elkaar onderscheiden worden, zijn ze in het Hattuša-Hurritisch samengevallen tot repectievelijk i en u. En er zijn ook morfologische verschillen. Toch is het duidelijk dat het om dezelfde taal gaat. In Nuzi, een stad in de Mitanni-provincie Arrapha, en in het Syrische Qatna wordt een soort Akkadische-Hurritische mengtaal aangetroffen.

## Fonetiek en fonologie

### Medeklinkers
|                        | bilabiaal | bilabiaal | labiodentaal | labiodentaal | alveolaar | alveolaar | palataal | palataal | velaar | velaar |
| ---------------------- | --------- | --------- | ------------ | ------------ | --------- | --------- | -------- | -------- | ------ | ------ |
| stl.                   | sth.      | stl.      | sth.         | stl.         | sth.      | stl.      | sth.     | stl.     | sth.   |        |
| plosieven              | [p]?      |           |              |              | [t]?      |           |          |          | [k]?   |        |
| affricaten             |           |           |              |              | ([ts]?)   |           |          |          |        |        |
| fricatieven            |           |           | [f]?         |              | [s]?      |           |          |          | [x]?   |        |
| nasalen                |           | [m]?      |              |              |           | [n]?      |          |          |        |        |
| trillingen             |           |           |              |              |           | [r]?      |          |          |        |        |
| laterale approximanten |           |           |              |              |           | [l]?      |          |          |        |        |
| centrale approximanten |           | ([w]?)    |              |              |           |           |          | ([j]?)   |        |        |

Zoals uit de tabel te zien is, voert het onderscheid tussen stemhebbendheid en stemloosheid niet tot verschil in betekenis. Het zijn allofonen en minimale paren ontbreken. Naar de weergave in spijkerschrift te oordelen lijkt het echter wel zo te zijn dat er, met uitzondering van /ts/, naast stemloze vormen er ook stemhebbende nevenvormen bestaan hebben die in bepaalde klankcontext voorkomen. Soms wordt er een b voor een p geschreven, een d voor een t, een g voor een k, een v voor een f, een žin plaats van een š en, minder vaak, een ǧ voor h/ḫ.
Behalve w en j kunnen alle medeklinkers zowel lang als kort zijn. Geminatie treedt echter alleen tussen klinkers op. In Latijnse transcriptie zowel als in spijkerschrift wordt geminatie weergegeven door de medeklinker te herhalen. Dus als ...VC-CV... (waar V een klinker aanduidt en C een medeklinker). Korte medeklinkers worden als ...V-CV... geschreven. Het woord mānnatta („ik ben“) wordt bijvoorbeeld als ma-a-an-na-at-ta weergegeven.
Het in oorsprong Sumerische spijkerschift kende geen /f/. De Hurriteten gebruiken daarvoor afwisselend tekens die een /p/, /b/ of /w/ bevatten. Spellingsvariatie duidt daarmee op een /f/, maar woorden die alleen met /p/ gespeld worden zouden best ook een /f/ gehad kunnen hebben. Aan het eind van een woord met de klinker a wordt een /f/ als [u] weergegeven. Bijvoorbeeld het woord tānōšau (ik deed (het)) vertegenwoordigt *tān-ōš-af. De klank /s/ wordt traditioneel altijd als š getranscribeerd omdat in het spijkerschift er altijd tekens gebruikt worden die deze medeklinker bevatten. /ts/ wordt in de regel met z getranscribeerd, /x/ (de 'ch' van Nederlands kachel) wordt met ḫ of h getranscribeerd. /l/ en /r/ komen niet aan het begin van een woord voor.

### Klinkers
|              | voor-  | voor-    | centraal- | centraal- | achter- | achter- |
| ongerond     | gerond | ongerond | gerond    | ongerond  | gerond  |         |
| gesloten     | [i]?   |          |           |           |         | [u]?    |
| halfgesloten | [e]?   |          |           |           |         | [o]?    |
| open         |        |          | [a]?      |           |         |         |

Net als de medeklinkers kunnen de klinkers zowel kort als lang voorkomen. In spijkerschift wordt de lange variëteit door de zogenaamde plene-schrijfwijze weergegeven. Er wordt tussen de twee lettergreeptekens CV-VC nog een extra klinker toegevoegd. CV-V-VC geeft dus een lange klinker en CV-VC een korte weer. In transcripte wordt dat met een macron weergegeven, dus als ā, ē, ī, ō en ū.
In het spijkerschrift bestaat /o/ eigenlijk niet, maar er zijn wel twee verschillende tekens U en Ú die voor /o/ en /u/ gebruikt worden. Het teken Ú wordt gewoonlijk "U-twee" genoemd.

### Beklemtoning, klemtoonsysteem, intonatie
Er bestaat geen documentatie uit de oudheid over de klemtoon of de intonatie. Het is ook niet bekend of de taal een toontaal was of niet. Accenttekens op klinkers zoals Ù or Ú zeggen dus niets over de uitspraak. Ze geven alleen aan welk spijkerschriftteken er gebruikt wordt.

## Grammatica

### Woordvorming
In het Nederlands worden nieuwe woorden vaak door samenstelling gevormd, bijvoorbeeld huis+deur geeft huisdeur. In het Hurritisch was dit niet het geval. In plaats daarvan bestonden er een groot aantal achtervoegsels waarmee nieuwe woorden uit bestaande stammen afgeleid konden worden.
Bijvoorbeeld: attardi (voorouder) van attai (vader), futki (zoon) van fut (voortbrengen), aštoḫḫe (vrouwelijk) van ašti (vrouw), šeniffuzzi (geschikt voor mijn broer) van šeniffu (mijn broer). Ook bij werkwoorden bestaan er talrijke achtervoegsels, die vaak de valentie wijzigen.

### Morfologie

#### Naamval en getal
Alle Hurritische zelfstandige naamwoorden eindigen op een klinker. Maar er zijn er maar een paar die op /a/ of /e/ eindigen. Alle overige naamwoorden eindigen op /i/, maar deze klinker vervalt wanneer er bepaalde achtervoegsels aangehecht worden. Dat geldt voor achtervoegsels die met een klinker beginnen, maar ook bijvoorbeeld voor het lidwoord. Voorbeelden: kāz-ōš (zoals een beker) van kāzi (beker), awar-ra (de velden), van awari (veld).
Er zijn niet minder dan 13 naamvallen en dat is boven het gemiddelde. Een van de naamvallen, de equatief, kent in de beide dialecten andere uitgangen. In Hattusa en Mari wordt de equatief I-uitgang -ōš gebruikt maar in de Mitanni-brief de equatief II met -nna. Daarnaast is er nog de zogenaamde e-naamval die zelden gebruikt wordt en meestal de betekenis van een genitief of allatief heeft.
Hurritisch behoorde zoals vele talen in deze regio tot de ergatief-absolutieve talen. Het onderwerp in een zin zonder voorwerp (zoals: de hond blaft) staat in de absolutief. Maar dat geldt ook als hond het lijdend voorwerp is (zoals: ik zie de hond). In zo'n overgankelijke zin staat het onderwerp in de ergatief. Een nominatief ontbreekt.
De taal kent, net als het Nederlands, twee getallen: enkelvoud en meervoud. Onderstaande tabel geeft een overzicht van de gebruikte uitgangen
| Naamval                                    | Enkelvoud  | Meervoud                           |
| ------------------------------------------ | ---------- | ---------------------------------- |
| absolutief                                 | -Ø         | -Ø, -lla                           |
| ergatief                                   | -š         | -(a)šuš                            |
| genitief                                   | -fe, -we   | -(a)še                             |
| datief                                     | -fa, -wa   | -(a)ša                             |
| locatief (in, bij ...)                     | -a         | -(a)ša, -a                         |
| allatief (naartoe ...)                     | -ta        | -(a)šta                            |
| ablatief (vandaan ...)                     | -tan       | -(a)štan                           |
| instrumentalis (door middel van ...)       | -ae        | niet bekend                        |
| ablatief-instrumentalis (door, wegens ...) | -n(i), -ne | -(a)šani, -(a)šane                 |
| comitatief (samen met ...)                 | -ra        | -(a)šura                           |
| associatief (als ...)                      | -nn(i)     | niet bekend (mogelijk -(a)šunn(i)) |
| equatief I (zoals ...)                     | -ōš        | niet bekend                        |
| equatief II                                | -nna       | -(a)šunna                          |
| „e-naamval“                                | -ē         | niet bekend                        |

Er treden in sommige posities soms assimilaties op. De f van de genitief en datief kan met een p of t daardoor versmelten tot pp of tt. Bijvoorbeeld de genitief van Tēššup wordt Tēššup-pe en van Ḫepat wordt het Ḫepat-te De uitgangen van de comitatief en de instrumentalis worden soms gecombineerd, zoals in šēna-nn-ae (broer-com.-ins.), betekenis: broederlijk gezind.

#### Lidwoord
| Naamval            | Enkevoud | Meervoud |
| ------------------ | -------- | -------- |
| absolutief         | -Ø       | -na      |
| overige naamvallen | -ne      | -na      |

Het bepaalde lidwoord wordt onmiddellijk aan het naamwoord geplakt, nog voor de naamvalsuitgang. Bijvoorbeeld tiwē-na-še (zaak/ding-lidwoord meervoud-genitief meervoud) van de dingen. Een zelfstandig naamwoord in absolutief enkelvoud kan bepaald of onbepaald zijn omdat er geen aparte uitgang voor is. Het woord kāzi kan dus zowel "een beker" als "de beker" betekenen, maar alleen in absolutief enkelvoud.
De /n/ van het lidwoord kan versmelten met een medeklinker ervoor als dit een /n/, /l/ of /r/ is. Het resultaat is geminatie tot /nn/,/ll/ en /rr/. Bijvoorbeeld, ēn-na (de goden), ōl-la (de anderen), awar-ra (de velden). Daarbij is de slotklinker van het naamwoord weggelaten, zoals hierboven uitgelegd. Bij woorden die twee medeklinkers voor de slotklinker bezitten zoals ḫafurni (hemel) wordt de klinker ervoor herhaald. Bijvoorbeeld de allatief van "de hemel" is ḫafurun-ne-ta (naar de hemel)

#### Overname van uitgangen
Een typerend kenmerk van veel agglutinerende talen, zoals Hurritisch, Urartisch, de naburige Kartveelse talen (zoals bijvoorbeeld Georgisch), maar ook veel Australische talen is een fenomeen dat onder de Duitse term Suffixaufnahme bekend staat. Een naamwoord dat afhankelijk is van een ander naamwoord, bijvoorbeeld als adjectief of door middel van een genitiefconstructie, neemt de uitgangen van het regerende woord over. In het Hurritisch speelt het lidwoord daarin vaak een verbindende rol.
Een voorbeeld met een bijvoeglijk naamwoord
| (1) | ḫurwoḫḫeneš ōmīnneš                                                          | ḫurwoḫḫeneš ōmīnneš | ḫurwoḫḫeneš ōmīnneš                        |
|     | ḫurw-oḫḫe-ne-š                                                               |                     | ōmīn-ne-š                                  |
|     | Hurrieten-adjectiverennd achtervoegsel-Lidwoord.enkelvoud-ergatief.enkelvoud |                     | Land-lidwoord.enkelvoud-ergatief.enkelvoud |
|     | „het Hurritische land“                                                       |                     |                                            |

Ook bij genitiefattributen treedt Suffixaufnahme op. Hier draagt het van de genitief afhankelijke naamwoord meestal een bezittelijk voornaamwoord, dat congruentie naar persoon en getal naar de genitief toont. Het naamwoord in de genitief staat meestal voorop,
| (2) | šēniffufenefe ōmīnīfe                                                | šēniffufenefe ōmīnīfe | šēniffufenefe ōmīnīfe        |
|     | šēn-iffu-fe-ne-fe                                                    |                       | ōmīni-i-fe                   |
|     | Broer-mijn-Genitief.enkelvoud-Lidwoord.enkelvoud-Genitief.enkelvoud  |                       | Land-zijn-Genitief.enkelvoud |
|     | „van het land van mijn broer“ (lett..: des mijns broeders zijn land) |                       |                              |

Overname treedt echter niet op als het regerende naamwoord in de equatief I, istrumentalis of locatief staat. In de absolutief enkelvoud is bij gebrek aan lidwoord opname niet waar te nemen. In uitdrukkingen met meer dan een genitief wordt opname allen op de binnenste genitief toegepast zoals in het volgende voorbeeld. Het Hurritisch is overigens niet uniek daarin, ook in talen zoals Schots-Gaelisch komt iets dergelijks voor.
| (3) | ōmīni Mizrinefenefe efrīfe aštīnna                    | ōmīni Mizrinefenefe efrīfe aštīnna | ōmīni Mizrinefenefe efrīfe aštīnna                                 | ōmīni Mizrinefenefe efrīfe aštīnna | ōmīni Mizrinefenefe efrīfe aštīnna | ōmīni Mizrinefenefe efrīfe aštīnna | ōmīni Mizrinefenefe efrīfe aštīnna |
|     | ōmīni                                                 |                                    | Mizri-ne-fe-ne-fe                                                  |                                    | efri-i-fe                          |                                    | ašti-i=nna                         |
|     | Land                                                  |                                    | Egypte-Lidwoord. enk.-Genitief.enkv..-Lidwoord.enkv.-Geitief.enkv. |                                    | Heer-zijn/jullie-Genitief.enkv.    |                                    | Vrouw-zijn/haar=hij/zij/het        |
|     | „Zij is de vrouw van de heerser van het land Egypte.“ |                                    |                                                                    |                                    |                                    |                                    |                                    |

#### Morfologie van de werkwoorden
De morfologie van de werkwoorden van het Hurritisch is bijzonder ingewikkeld. Er worden alleen achtervoegsels en clitica gebruikt. Achtervoegsels worden weergegeven met de afscheiding „-“ en clitica met „=“. Het verschil is dat clitica woorden zijn die aangehecht kunnen worden maar wel een zelfstandige vorm hebben, bijvoorbeeld als voornaamwoord. Achtervoegsels komen alleen gebonden voor,
Overgankelijke en onovergankelijke werkwoorden worden duidelijk onderscheiden. Alleen de overgankelijke moeten congruentie vertonen. Zij moeten een uitgang hebben die naar getal en persoon met het onderwerp van de zin overeenkomst vertoont. Het lijdend voorwerp van een overgankelijk werkwoord en het onderwerp van de onovergankelijk werkwoord zijn ofwel zelfstandige naamwoorden ofwel clitische voornaamwoorden.
Achter de stam van het werkwoord kunnen een aantal derivatieve achtervoegsels geplaatst worden die de betekenis van het werkwoord wijzigen. Van sommige van deze achtervoegsels is de betekenis duidelijk, zoals -an(n) dat causatieve betekenis had of -ukar dat het werkwoord wederkerig maakt (vgl. elkaar in het Nederlands). Maar van veel van de achtervoegsels is de betekenis niet erg duidelijk.

##### Werkwoordsvormen in de indicatief
Het daarop volgende achtervoegsel duidt de werkwoordstijd aan. In de tegenwoordige tijd ontbreekt het echter. De verleden tijd wordt met -ōš aangeduid en de toekomende met -ēt. Bij onovergankelijke werkwoorden volgt daarop een achtervoegsel -t. In de tegenwoordige tijd ontbreekt het en dat geldt ook voor antipassieve werkwoorden. Er is echter een ander achtervoegsel -t dat bij overgankelijke werkwoorden gebruikt wordt en wel bij alle tijden, ook het praesens. Het duidt aan dat het onderwerp in de derde persoon meervoud staat. Bij vormen van de indicatief is het verplicht, maar bij andere wijzen is het facultatief. Omdat het achtervoegsel -t meer dan een betekenis heeft, kunnen er soms vormen met meer dan een betekenis ontstaan. Bijvoorbeeld het woord unētta kan zowel "zij zullen ... brengen" als "hij/zij/het zal komen" betekenen.
Op deze achtervoegsels volgt een klinker die de overgankelijkheid aangeeft:
-a voor onovergankelijk
-i voor antipassief
-o voor overgankelijk, ook wel i- in Mitanni-brief
De laatste klinker ontbreekt echter vlak na derivatieve achtervoegsels en wordt alleen in de tegenwoordige tijd gebruikt. Bij andere tijden wordt zoals hierboven aangeduid het achtervoegsel -t gebruikt.
Het volgende achtervoegsel geeft een ontkenning aan. In overgankelijke zinnen wordt hier -wa voor gebruikt. Bij antipassieve en onovergankelijke werkwoorden is het kkV. V geeft daarmee de klinker aan die aan het negatie-element voorafgaat. Als dat echter a is. worden beide klinkers in o veranderd. Als er op de ontkenning een clitisch persoonlijk voornaamwoord volgt (met uitzondering van =nna) dan is de klinker V gelijk aan a, ongeacht wat er in de voorgaande lettergreep staat. Bijvoorbeeld: mann-o-kka=til=ān (zijn-onovergankelijk(!)-ontkenning=1e pers. mv. absolutief=en) "en we zijn niet ..."
Onderstaande tabel geeft een samenvatting van de achtervoegsels van tijd, overgankelijkheid en ontkenning
| Overgankelijkheid                             |             | Tegenwoordige tijd             | Verleden tijd                      | Toekomende tijd                    |
| --------------------------------------------- | ----------- | ------------------------------ | ---------------------------------- | ---------------------------------- |
| onovergankelijk werkwoord                     | bevestigend | -a                             | -ōšta                              | -ētta                              |
| onovergankelijk werkwoord                     | ontkennend  | -okko                          | -ōštokko                           | -ēttokko                           |
| antipassief werkwoord                         | bevestigend | -i                             | -ōši                               | -ēti                               |
| antipassief werkwoord                         | ontkennend  | -ikki                          | -ōšikki                            | -ētikki                            |
| overgankelijk zonder derivatief achtervoegsel | bevestigend | Mari/Hattusa -o Mittani -i     | Mari/Hattusa -ōšo Mittani -ōši     | Mari/Hattusa -ēto Mittani -ēti     |
| overgankelijk zonder derivatief achtervoegsel | ontkennend  | Mari/Hattusa -owa Mittani -iwa | Mari/Hattusa -ōšowa Mittani -ōšiwa | Mari/Hattusa -ētowa Mittani -ētiwa |
| overgankelijk met derivatief achtervoegsel    | bevestigend | -Ø                             | Mari/Hattusa -ōšo Mittani -ōši     | Mari/Hattusa -ēto Mittani -ēti     |
| overgankelijk met derivatief achtervoegsel    | ontkennend  | -wa                            | Mari/Hattusa -ōšowa Mittani -ōšiwa | Mari/Hattusa -ētowa Mittani -ētiwa |

Hierna volgt bij overgankelijke werkwoorden de aanduiding van het onderwerp:
|                                                       | 1e persoon enkelvoud | 1e persoon meervoud | 2e persoon enkelvoud | 2e persoon meervoud  | 3e persoon enkelvoud/meervoud |
| ----------------------------------------------------- | -------------------- | ------------------- | -------------------- | -------------------- | ----------------------------- |
| met achtervoegsel -i „overgankelijk“ (alleen Mittani) | -af, -au             | -auša               | -i-o                 | -*aššo, -*aššu       | -i-a                          |
| met achtervoegsel -wa „ontkenning“                    | -uffu                | -uffuš(a)           | -wa-o                | -uššu                | -wa-a                         |
| met ander morfeem (zonder versmelting)                | -...-af, -...-au     | -...-auša           | -...-o               | -...-aššo, -...-aššu | -...-a                        |

De achtervoegsels van de eerste persoon enkel- en meervoud en van de tweede persoon meervoud versmelten met de daarvoor staande achtervoegsels voor ontkenning en overgankelijkheid. Dit geldt echter niet voor het achtervoegsel -o voor overgankelijkheid zoals dat in Mari en Hattusa gebruikt wordt. Het verschil tussen enkel- en meervoud in de derde persoon wordt al door het achtervoegsel -t dat vlak achter het tijdsachtervoegsel staat aangegeven. In de derde persoon kan naast de ontkenning -wa dat vóór het onderwerp staat ook een element -ma gebruikt worden dat erachter komt te staan. Bijvoorbeeld irnōḫoš-i-ā-ma (vereffenen-overgankelijk-3e persoon-ontkenning) "hij vereffent (het) niet.
In het Oudhurritisch rond Hattusa luidde de uitgang van de 3e persoon enkelvoud -m en in het meervoud -ito'. In deze tijd was er ook bij onovergankelijke en antipassieve werkwoorden een markering van het onderwerp. Voor de derde persoon was dat -p. Van andere personen weten we dat niet. Ook is niet bekend of dit achtervoegsel ook voor het lijdend voorwerp van overgankelijke werkwoorden gebruikt werd. Als het werkwoord genominaliseerd wordt, bijvoorbeeld om een bijvoeglijke bijzin te vormen, volgt er nog een achtervoegsel -šše. In zulke gevallen kan Suffixaufnahme optreden. Bovendien kunnen er nog enclitische partikels volgen.

##### Modale werkwoordsvormen
De taal kent een aantal wijzen die zich duidelijk van de vormen van de aantonende wijs onderscheiden.

###### Optatief
Wensen en bevelen volgen een eigen vervoeging van de optatief. Deze wordt gekenmerkt door een element -i dat achter de stam van het werkwoord gevoegd wordt. Daarbij wordt geen onderscheid gemaakt tussen overgankelijke of onovergankelijke werkwoorden. De congruentie richt zich altijd naar het onderwerp en er worden geen tijden onderscheiden. De volgende uitgangen zijn geattesteerd:
| Persoon/getal        | Negatie     | Uitgang                       | Vertaling                        |
| -------------------- | ----------- | ----------------------------- | -------------------------------- |
| 1e persoon enkelvoud | bevestigend | -ile, nach /l,r/ -le bzw. -re | „ik wil ...“                     |
| 1e persoon enkelvoud | ontkennend  | -ifalli                       | „ik wil niet ...“                |
| 1e persoon meervoud  |             | ?                             | ?                                |
| 2e persoon enkelvoud | bevestigend | -i, -e                        | „gij zult ...“ (gebiedende wijs) |
| 2e persoon enkelvoud | ontkennend  | -ifa, -efa                    | „gij zult niet ...“              |
| 2e persoon meervoud  | bevestigend | -i(š), -e(š)                  | „jullie moeten ...“              |
| 2e persoon meervoud  | ontkennend  | -ifa(š), -efa(š)              | „jullie moeten niet ...“         |
| 3e persoon enkelvoud | bevestigend | -ien1                         | „moge hij/zij/het ...“           |
| 3e persoon enkelvoud | ontkennend  | -ifaen1                       | „moge hij/zij/het niet ...“      |
| 3e persoon meervoud  | bevestigend | -iten1                        | „mogen zij ...“                  |
| 3e persoon meervoud  | ontkennend  | -itfaen1                      | „mogen zij niet ...“             |

1 In de optatief van de 3e persoon vervalt in het dialect van Mari/Hattusa de /n/ van de uitgang, als het volgende woord met een medeklinker begint.

###### Finalis
Deze wijs wordt gebruikt om een doel uit te drukken. In het Nederlands gebruiken we daarvoor meestal een bijzin die met een voegwoord als "zodat" of "opdat" begint. In het Hurritische kande finalis verschillende uitgangen krijgen. In het enkelvoud zijn een achtervoegsels als -ae, -ai, -ilae en-ilai. De laatste twwe daarvan worden na /l,r/ -lae, -lai, -rae, -rai. In het meervoud worden dezefld achtervoegsel gebruikt maar soms in combinatie met -ša antreten.

###### Potentialis
Deze wijs duidt een mogelijkheid aan. In het Nederlands wordt daarvoor gewoonlijk het modale hulwerkwoord "kunnen" gebruikt. Bij onvergankelijke werkwoorden wordt de uitgang -ilefa of -olefa (na/l,r/ -lefa en -refa) gebruikt en er is geen congruentie met het onderwerp. Overgankelijke potentialisvormen worden met -illet of -ollet gevormd. Hier worden echter wel de normale congruenties van de transitieve indicatief gebruikt. Deze vorm is echter alleen in Mitanni en in de derde persoon enkelvoud geattesteerd. Some worden potentialisvormen ook gebruikt om een wens uit te drukken.

###### Desideratief
De vormen van de desideratief drukken een dringende wens uit. Ze zijn alleen bekend in de derde persoon overgankelijk. De uitgang is -ilanni in het enkelvoud en -itanni in het meervoud. De analyse van deze vormen is niet duidelijk

###### Andere wijzen
Er zijn nog andere achtervoegsels van werkwoorden opgemerkt, maar welke betekenis en welk gebruik erbij hoort is niet duidelijk. Hurritisch is nog steeds een grotendeel onbekende taal.

##### Voorbeelden van vervoegde werkwoordsvormen
De volgende tabel toont enige werkwoordsvormen die in hun bestanddelen ontleed zijn. Ze stammen hoofdzakelijk uit de Mittani-brief:
| Voorbeeld | Vorm                      | Grammaticale analyse                                                             | Vertaling                              |
| --------- | ------------------------- | -------------------------------------------------------------------------------- | -------------------------------------- |
| (4)       | koz-ōš-o                  | tegenhouden-verleden tijd-2e enkelvoud                                           | „jij hield tegen“                      |
| (5)       | pal-i-a-mā-šše=mān        | weten-overgankelijk-3e persoon-ontkennend-nominalisering=echter                  | „..., dat hij echter niet weet“        |
| (6)       | pašš-ēt-i=t=ān šeniffuta  | sturen-toekomend-antipassied=1e enkelvoud.absolutief=en naar mijn broer          | „en ik zal het naar mijn broer sturen“ |
| (7)       | tiwēna tān-ōš-au-šše-na-Ø | de dingen doen-verleden-1e enkelvoud-nominalisering-lidwoord.meervoud-absolutief | „de dingen die ik gedaan heb“          |
| (8)       | ūr-i-uffu=nna=ān          | wensen-overgankelijk-ontkenning+1e enkelvoud=3e enkelvoud.absolutief=en          | „en ik wens het niet“                  |
| (9)       | itt-ōš-t-a                | gaan-verleden-onovergankelijk-onovergankelijk                                    | „ik ging, jij ging, ...“               |
| (10)      | kul-le                    | zeggen-optatief.1e enkelvoud                                                     | „ik wil zeggen“                        |
| (11)      | pašš-ien                  | sturen-optatief.3.enkelvoud                                                      | „opdat hij/zij moge sturen“            |
| (12)      | pal-lae=n                 | weten-finalis=3e enkelvoud.absolutief                                            | „zodat hij moge weten“                 |
| (13)      | kepānol-lefa=tta=ān       | sturen-potentialis=1e enkelvoud.absolutief=en                                    | „en ik kan/zou willen sturen“          |

##### Niet-vervoegde werkwoordsvormen
Het Hurritisch kent gesubstantiveerde deelwoorden en een infinitief. Het tegenwoordig deelwoord kan naamwoordelijk gebruikt worden. Het wordt met de uitgangen -iri or -ire gevorms. Bijvoorbeeld pairi "de bouwende, degene die bouwt", ḫapiri "de zich bewegende; de nomade". Een naamwoordelijk gebruikt voltooid deelwoord eindigend op -aure is tot nu toe slechts een keer in Nuzi teruggevonden: hušaure "de gebondene".
In Hattusa is een bijzondere deelwoordsvorm aangetroffen die alleen van overgankelijke werkwoorden gevormd kan worden. De uitgang is -ilia en het deelwoord drukt een agens van de eerste persoon uit. Het deelwoord vertoont Suffixaufname:
| (14) | pailianeš šuḫnineš                                                       | pailianeš šuḫnineš | pailianeš šuḫnineš                         |
|      | pa-ilia-ne-š                                                             |                    | šuḫni-ne-š                                 |
|      | bouwen-ik.deelwoord-lidwoord.enkelvoud-ergatief.enkelvoud                |                    | muur-lidwoord.enkelvoud-ergatief.enkelvoud |
|      | „de door mij gebouwde muur“ (hier als onderwerp van een transitieve zin) |                    |                                            |

De infinitief, die eveneens als naamwoord kan worden gebruikt, wordt met het suffix -umme gevormd, bijvoorbeeld faḫrumme „goed te zijn“, „het goed zijn“.

### Voornaamwoorden

#### Persoonlijke voornaamwoorden
Het Hurritisch gebruikt zowel losstaande, als ook clitische (gebonden) persoonlijke voornaamwoorden.
De vrije vormen kunnen in iedere naamval gebruikt worden, de clitische vormen staan altijd in de absolutief. Het is daarbij voor de betekenis van de zin niet van belang aan welk woord zij gehecht zijn hoewel ze vaak ofwel aan het eerste woord van de zin ofwel aan het werkwoord toegevoegd worden.
De volgende geeft de vormen die geattesteerd zijn weer. De leeggelaten gevallen hebben mogelijk wel bestaan maar zijn (nog) niet teruggevonden.
| Naamval                 | 1e persoon enkelvoud (ik) | 2e persoon enkelvoud (jij) | 3e persoon enkelvoud (hij/zij/het) | 1e persoon meervoud (wij) | 2e persoon meervoud (jullie) | 3e persoon meervoud (zij) |
| ----------------------- | ------------------------- | -------------------------- | ---------------------------------- | ------------------------- | ---------------------------- | ------------------------- |
| absolutief (losstaand)  | ište                      | fe                         | mane, manni                        | šattil, šattitil(la)      | fella                        | manella                   |
| absolutief (enclitisch) | -t(ta)                    | -m(ma)                     | -n(na), -me, -ma                   | -til(la)                  | -f(fa)                       | -l(la), -lle              |
| ergatief                | išaš                      | feš                        | manuš                              | šieš                      | fešuš                        | manšoš                    |
| genitief                | šofe                      | fefe                       |                                    |                           | feše                         |                           |
| datief                  | šofa                      | fefa                       |                                    | šaša (?)                  | feša                         | manša                     |
| locatief                |                           |                            |                                    |                           | feša (?)                     |                           |
| allatief                | šuta                      |                            |                                    | šašuta (?)                |                              |                           |
| ablatief                |                           |                            | manutan                            |                           |                              |                           |
| comitatief              | šura                      |                            | manura                             |                           |                              | manšura, manšora          |
| equatief II             | šonna                     |                            | manunna                            |                           |                              |                           |

De varianten -me, -ma en -lle van het clitische voornaamwoord van de derde persoon komen slechts na bepaalde voegwoorden (ai (wanneer), inna (wanneer), inu, unu (hoe), panu (hoewel)) alsook na het betrekkelijk voornaamwoord iya of iye voor. Wanneer een enclitisch persoonlijk voornaamwoord met een zelfstandig naamwaard verbonden wordt, dan vinden er omvangrijke versmeltingsprocessen plaats. Het cliticum -nna van de derde persoon enkelvoud gedraagt zich daarbij zeer verschillend van de overige voornaamwoorden. In tegenstelling tot de andere voornaamwoorden versmelt het met een daarvoorstaand ergatiefachtervoegsel tot -šša. Aan het begin van de overige voornaamwoorden valt de /š/ van de ergatief weg. Daarnaast verandert een slotklinker /i/ of /e/ naar /a/, wanneer een clitisch persoonlijk wordt toegevoegd aan het woord. Maar dit geldt niet voor -nna.

#### Bezittelijke voornaamwoorden
De Hurritische bezittelijke voornaamwoorden komen alleen clitisch voor. Ze werden aan zelfstandige voornaamwoorden of gesubstantiveerde woorden toegevoegd, om een bezitsverhouding aan te geven. De vorm van het voornaamwoord is afhankelijk van het erop volgende morfeem. De volgende tabel geeft de voorkomende naamvallen weer:
| Naamval                         | 1e persoon enkelvoud (mijn) | 2e persoon enkelvoud (jouw) | 3e persoon enkelvoud (zijn/haar) | 1e persoon meervoud (ons) | 2e persoon meervoud (jullie) | 3e persoon meervoud (hun) |
| ------------------------------- | --------------------------- | --------------------------- | -------------------------------- | ------------------------- | ---------------------------- | ------------------------- |
| aan het einde van een woord     | -iffe                       | -f                          | -i                               | -iffaš                    | -šše                         | -yaš                      |
| vóór medeklinker anders dan f/w | -iffu                       | -fu                         | -i                               | -iffaš                    | -šu                          | -yaš                      |
| vóór f/w of klinker             | -iff                        | -f                          | -i                               | -iffaš                    | ?                            | -yaš                      |

De slotklinker van de zelfstandig naamwoordsstam vervalt voor achtervoegsels die met een klinker beginnen, bijvoorbeeld šeniffe (mijn broer, van šena „broer“). Anders blijft de klinker behouden: attaif (jouw vader, van attai „vader“).

#### Andere voornaamwoorden
Het Hurritisch kent een aantal aanwijzende voornaamwoorden: anni (deze, die, dat, dit), anti/ani (die (daar), dat (daar)), akki...aki (de ene ... de andere). De slotklinker /i/ van deze voornaamwoorden duikt alleen in de absolutief op en verandert in de andere gevallen naar /u/, bijvoorbeeld akkuš (de ene; ergatief), antufa (die; datief). Als betrekkelijk voornaamwoord gebruikt men iya of iye. De beide vormen zijn synoniem. Het voornaamwoord heeft in een bijvoeglijke bijzin steeds de functie van de absolutief, is dus voorwerp in transitieve zinnen of onderwerp in intransitieve zinnen. Het vragend voornaamwoord (wie? wat?) is slechts in de ergatief enkelvoud (afeš) en eenmaal in de absolutief enkelvoud (au) gedocumenteerd.

### Pre- en postposities
Er bestaan veel vaste verbindingen in het Hurritisch die verschillende lokale en abstracte relaties uitdrukken. Ze worden meestal met de datief of de genitief gevormd. Maar zij worden vrijwel uitsluitend met achterzetsels gevormd. Er komt in de teksten uit Hattusa maar een voorzetsel voor: api + datief, dat vóór betekent. De achterzetsel zijn meestal afgeleid van zelfstandige naamwoorden in de allatief. Zelden in de datief of the e-naamval.
Enige voorbeelden:
N-fa āyita of N-fenē āyē (in aanwezigheid van; van āyi „gezicht“),
N-fa etīta of N-fa etīfa (voor, wegens; van eti „lichaam, personon“),
N-fenē etiyē (met betrekking tot),
N-fa furīta (voor de ogen van; van furi „blik“),
alleen in Hattusa N-fa āpita (vóór; van āpi „voorstuk“).
Verder wordt ištani „tussenruimte“ gebruikt met een bezittelijk voornaamwoord in het meervoud plus de locatief om „tussen ons/jullie/hen“ uit te drukken, bijvoorbeeld ištaniffaša (tussen ons, onder ons). Als het naamwoord in de uitdrukking in de genitief staat treedt er vaak suffixopname op.

### Voeg- en bijwoorden
Slechts weinig zinsinleidende grammaticale partikels zoals voegwoorden, zijn geattesteerd. In tegenstelling tot de zelfstandige naamwoorden, die op /i/ eindigen, verandert bij de voegwoorden ai (wanneer) en anammi (zo, op deze wijze/manier) de eindletter /i/ bij het toevoegen van een clitisch persoonlijk voornaamwoord niet. Andere voegwoorden zijn alaše (of), inna (wanneer), inu ((zo)als, toen) en panu (hoewel, ofschoon). Het Hurritisch kent maar een paar bijwoorden: ḫenni (nu), kuru (weer) en unto (nou) zijn bijwoorden van tijd. Verder bekend zij nog: atī (dus, zo) en tiššan (erg, zeer).

### Clitische zinspartikels
De clitische zinspartikels worden aan het gewenste woord in de zin achtergevoegd, maar meestal echter aan de eerste uitdrukking van de volzin of aan het werkwoord. De partikels =ān (en), =mān (echter, maar), =mmaman (en wel(?)) en =nīn (voorwaar, werkelijk, waarlijk) komen veelvuldig voor.
| (15) | atīnīn mānnattamān     | atīnīn mānnattamān | atīnīn mānnattamān                              |
|      | atī=nīn                |                    | mānn-a=tta=mān                                  |
|      | so=fürwahr             |                    | zijn-intransitivef=1e.enkelvoud.absolutief=maar |
|      | „Maar zo ben ik echt.“ |                    |                                                 |

### Telwoorden
Naaste het onbepaalde telwoord šūi (ieder) zijn de hoofdtelwoorden van 1 tot 10 en enige hogere bekend. Rangtelwoorden worden met een achtervoegsel -(š)še of -ši gevormd, dat na /n/ in -ze of -zi verandert. De volgende tabel geeft weer wat er aan telwoorden bekend is
|               | 1           | 2     | 3     | 4        | 5       | 6    | 7        | 8          | 9     | 10     | 13 of 30 | 17 of 70  | 18 of 80 | 10000 | 30000     |
| ------------- | ----------- | ----- | ----- | -------- | ------- | ---- | -------- | ---------- | ----- | ------ | -------- | --------- | -------- | ----- | --------- |
| Hoofdtelwoord | šukko, šuki | šini  | kike  | tumni    | nariya  | šeše | šinti    | kiri, kira | tamri | ēmani  | kikmani  | šintimani | kirmani  | nupi  | kike nupi |
| Rangtelwoord  | ?           | šinzi | kiški | tumnušše | narišše | ?    | šintišše | ?          | ?     | ēmanze | ?        | ?         | kirmanze | ?     | ?         |

Alle hoofdtelwoorden eindigen in een klinker die echter kan wegvallen als bepaalde achtervoegsels aangehecht worden.
Verdelingsgetallen dragen de uitgang-ate, bijvoorbeeld kikate (telkens drie), tumnate (telkens vier). Telbijwoorden krijgen -āmḫa: šināmḫa (tweemaal), ēmanāmḫa (tienmaal). .

### Syntaxis
De normale zinsvolgorde is SOV. Binnen een naamwoordgroep staat het naamwoord gewoonlijk aan het eind. Adjectieven, telwoorden en bepalingen in de genitief staan voor het naamwoord dat zij bepalen. Bijvoeglijke bijzinnen zijn daarentegen gewoonlijk rondom het bepaalde naamwoord gegroepeerd. De taal beschikt over een aantal verschillende mogelijkheden om betrekkelijke bijzinnen te vormen. Ofwel wordt het betrekkelijk voornaamwoord gebruikt dat al beschreven is (iya of iye), ofwel wordt het achtervoegsel -ššeaan het werkwoord toegevoegd, dat aan Suffixaufnahme onderhevig is en ook al besproken is. Er is ook een derde mogelijkheid die beide achtervoegsels tegelijk gebruikt (zie voorbeeld 16) In elk van deze mogelijkheden kan het zelfstandige naamwoord dat de bijzin regeert binnen de bijzin alleen maar de rol van een absolutief vervullen. Het kan dus in de bijzin alleen maar onderwerp van een onovergankelijk werkwoord zijn of lijdend voorwerp van een overgankelijk werkwoord.
| (16) | iyallānīn šēniffuš tiwēna tānōšāššena             | iyallānīn šēniffuš tiwēna tānōšāššena | iyallānīn šēniffuš tiwēna tānōšāššena | iyallānīn šēniffuš tiwēna tānōšāššena | iyallānīn šēniffuš tiwēna tānōšāššena | iyallānīn šēniffuš tiwēna tānōšāššena | iyallānīn šēniffuš tiwēna tānōšāššena                                       |
|      | iya=llā=nīn                                       |                                       | šēn-iffu-š                            |                                       | tiwē-na-Ø                             |                                       | tān-ōš-ā-šše-na-Ø                                                           |
|      | Betrekkelijk vnw.=3e meervoud.absolutief=waarlijk |                                       | Broer-mijn-ergatief.enkelvoud         |                                       | Ding-lidwoord.meervoud-absolutief     |                                       | sturen-verleden tijd-3e enkelvoud-nomalisering-lidwoord.meervoud-absolutief |
|      | „dat, wat mijn broer stuurde“                     |                                       |                                       |                                       |                                       |                                       |                                                                             |

Zoals al in het stukje over de naamvallen gezegd vereist een overgankelijk werkwoord in het Hurritisch een agens/onderwerp in de ergatief en een patiens/lijdend voorwerp in de absolutief. Bij ditrasitieve werkwoorden is er nog een voorwerp dat in de datief, locatief, allatief of -bij sommige werkwoorden- ook in de absolutief kan staan.
| (17) | olaffa katulle                              | olaffa katulle | olaffa katulle               |
|      | ola-Ø=ffa                                   |                | katul-le                     |
|      | ander-absolutief=2e meervoud.absolutief     |                | zeggen-optatief.1e.enkelvoud |
|      | „Ik wil jullieAbs. iets andersAbs. zeggen.“ |                |                              |

## Woordenschat
De bekende Hurritische woordenschat is erg homogeen en bevat maar weinig leenwoorden. Voorbeelden daarvan zijn tuppi (kleitablet), Mizri (Egypte) allebei uit het Akkadisch. Het betrekkelijk voornaamwoord iya of iye komt mogelijk uit een Indo-Arische taal die de bevolking van Mitanni sprak voordat de Hurrieten er zich meester van maakten. Het is vergelijkbaar met Sanskriet ya. Er zijn telrijke Hurritische woorden ontleend door de naburige Akkadische dialecten. Een voorbeeld is het Akkadische woord ḫāpiru (nomade) dat van Hurritisch ḫāpiri afstamt. Het is goed mogelijk dat Kaukasische talen ook woordenschat uit het Hurritisch ontleend hebben, maar dat is bij gebrek aan geschreven bronnen moeilijk na te wijzen.

## Schrift en ontcijfering

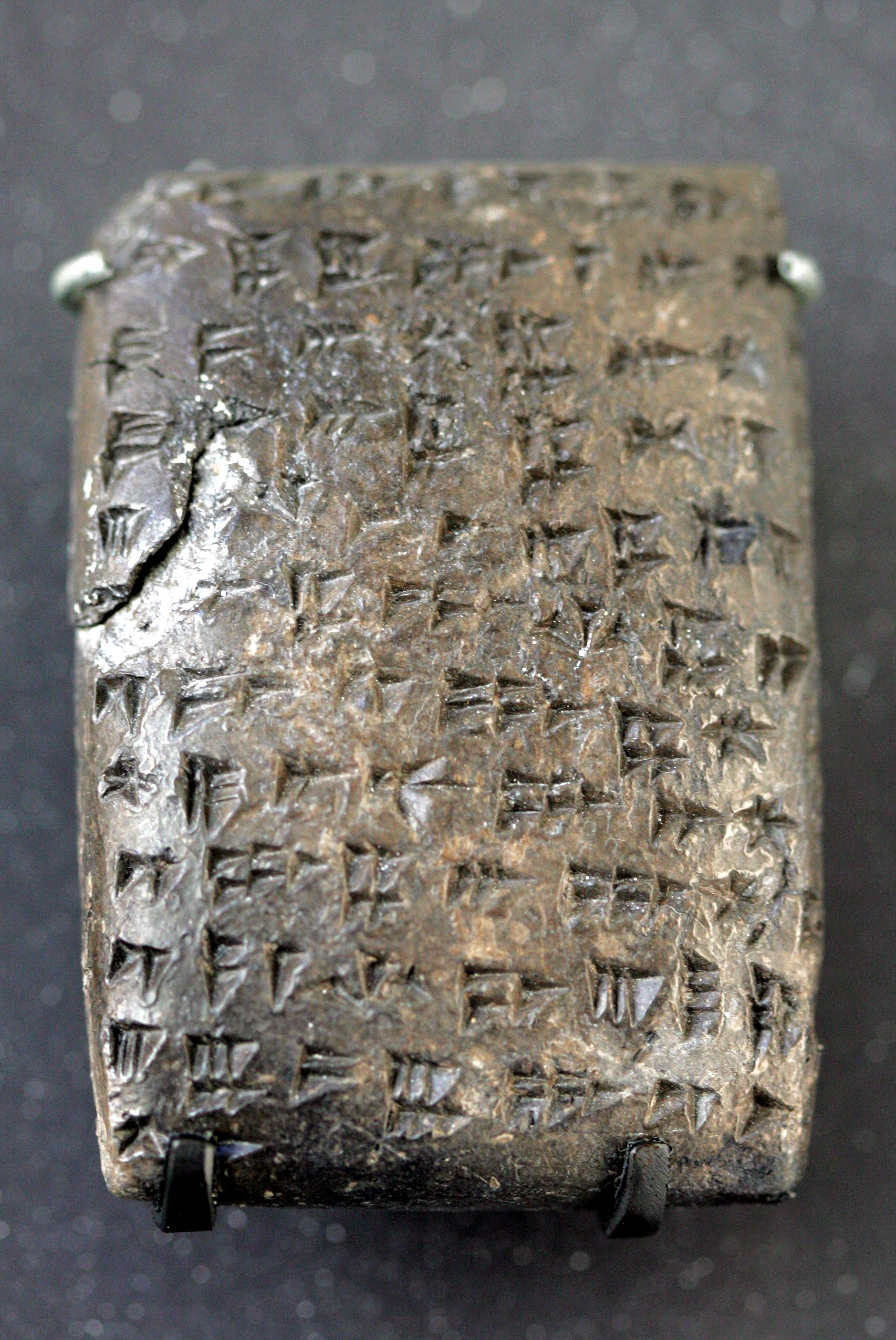
Hurritisch spijkerschrifttablet.

De meeste Hurritische teksten zijn in het Sumerische spijkerschrift geschreven, dat via de Akkadiërs de Hurrieten bereikte. De in Ugarit gevonden geschriften gebruiken meestal echter het Ugaritisch alfabetschrift. Slechts een van de tot hiertoe opgegraven teksten is in Anatolische hiërogliefen geschreven. Het Hurritisch kon dankzij de talrijke Hurritisch-Hettitische dubbeltalige teksten, die men in het omgeving van Hattusa gevonden heeft, worden ontcijferd. De Mittani-Brief werd in 1932 voor het eerst bestudeerd door Johannes Friedrich in zijn boek Kleinasiatische Sprachdenkmäler. Ephraim Avigdor Speiser schreef in 1941 de eerste grammatica van het Hurritisch (zie: Literatuur).

## Tekstvoorbeeld
Untomān iyallēnīn tiwēna šūallamān šēniffuš katōšāššena ūriāššena, antillān ēmanāmḫa tānōšau. (uit de Mittani-brief (EA 24), kolom IV, regels 30-32)
| Woord in morfeemontleding | Grammaticale analyse                                                                                      |
| ------------------------- | --- |
| unto=mān                  | nu = echter                                                                                               |
| iya=llē=nīn               | betrekkelijk voornaamwoord = 3.meervoud.absolutief = voorwaar, werkelijk, waarlijk                        |
| tiwē-na-Ø                 | zaak, ding - lidwoord.meervoud - absolutief                                                               |
| šū-a=lla=mān              | ieder, elk - locatief = 3.meervoud.absolutief = echter                                                    |
| šēn-iffu-š                | broer - mijn - ergatief.enkelvoud                                                                         |
| kat-ōš-ā-šše-na-Ø         | zeggen - preteritum.transitief - 3.enkelvoud.onderwerp - gesubstantiveerd - Artikel.meervoud - absolutief |
| ūr-i-ā-šše-na-Ø           | wensen - transitief - 3.enkelvoud.onderwerp - gesubstantiveerd - lidwoord.meervoud - absolutief           |
| anti=lla=an               | die (daar), dat (daar) = 3.meervoud.absolutief = en                                                       |
| ēman-āmḫa                 | tien - multiplicatief                                                                                     |
| tān-ōš-au                 | doen, maken - preteritum.transitief - 1.enkelvoud.onderwerp                                               |

Vertaling: „Nu echter deed ik voorwaar tienmaal alle zaken die mijn broer zei (en) wenste.“